# Perché crediamo in Dio (o meglio, negli dèi)
Perché crediamo in Dio (o meglio, negli dèi) (nome originale Why We Believe in God(s): A Concise Guide to the Science of Faith) è un libro di J. Anderson Thomson, Clare Aukofer e Richard Dawkins pubblicato per la prima volta il 1º giugno 2011 dalla New edizione. In Italia l'opera è stata tradotta da Claudio Cantù e pubblicata il 17 dicembre 2015 dalle edizioni Nessun Dogma.

## Soggetto
L'opera spiega come l'evoluzione dei meccanismi cerebrali cognitivi legati alla psiche umana abbia incentivato una più facile credenza nel soprannaturale e nelle religioni e che l'unico modo per discernere efficacemente la realtà oggettiva da quella percepita sia attraverso una rigida osservazione scientifica.

## Capitoli
- Prefazione (a cura di Richard Dawkins)
- Premessa
- Ringraziamenti
- Un principio era il Verbo
- A Sua immagine e somiglianza
- Il nostro pane quotidiano
- Tutte le cose visibili e invisibili
- Perché lo dice la Bibbia
- E liberaci dal male
- Sia fatta la Tua volontà
- Dove due o più di voi sono riuniti nel Mio nome
- Voi, gente di poca fede
- Per non essere giudicati
- Note
- Glossario